# Poecilochlora minor
Poecilochlora minor är en fjärilsart som beskrevs av W. Warren 1904. Poecilochlora minor ingår i släktet Poecilochlora och familjen mätare. Inga underarter finns listade i Catalogue of Life.